# ماركوس فوكس (لاعب فروسية استعراضية)
ماركوس فوكس هو لاعب فروسية استعراضية ‏ سويسري، ولد في 23 يونيو 1955 في فينغي في سويسرا.

## وصلات خارجية
- ماركوس فوكس على موقع الاتحاد الدولي للفروسية (الإنجليزية)
- ماركوس فوكس على موقع FEI (رابط بديل) (الإنجليزية)
- ماركوس فوكس على موقع اللجنة الأولمبية الدولية (الإنجليزية)
- ماركوس فوكس على موقع أوليمبيديا (الإنجليزية)